# لایه (الکترونیک)
یک لایه (به انگلیسی: layer) نشست مولکول ها بر روی یک زیرلایه یا پایه ( شیشه ، سرامیک ، نیم‌رسانا یا پلاستیک/زی‌پلاستیک ) است.
زیرلایه‌های با دمای بالا شامل فولاد ضد زنگ و فیلم پلی‌آمید (گران‌قیمت)  و PET (ارزان) است.
عمق کمتر از یک میکرومتر به‌طور کلی پوسته نازک (فیلم نازک) نامیده می شود و عمق بیشتر از یک میکرومتر پوشانش نامیده می شود.

## همچنین ببینید
- پوشانش
- پیوندناهمگون
- نانوذره
- الکترونیک آلی
- غیرفعال‌سازی
- الکترونیک چاپی
- کندوپاش
- بازپخت حرارتی
- اکسید رسانای شفاف

## مراجع
1. ↑  Wilken, Karen (2017). "Low temperature thin-film silicon solar cells on flexible plastic substrates" (PDF). Advances in Systems Analysis. Forschungszentrum, Zentralbibliothek. 377. ISBN 978-3-95806-235-1. ISSN 1866-1793. OCLC 1075618416. {{cite journal}}: |hdl-access= requires |hdl= (help)